# 석주명 유품
석주명 유품은 대한민국 경기도 용인시 수지구, 석주선기념박물관에 있는 문화재이다. 2014년 10월 29일 대한민국의 국가등록문화재 제610호로 지정되었다.

## 개요
나비연구가로서 세계적인 곤충학자로도 인정되는 큰 업적을 남긴 석주명 박사의 나비채집 관련 물품이다. 기성품이 아닌 독창적으로 제작한 과학 도구와 연구 도구로서 석주명 박사가 활발히 활동한 1930-1940년대 과학사 및 생활사를 밝혀 주는 자료이다.

## 같이 보기
- 석주명

## 참고 자료
- 석주명 유품 - 국가유산청 국가유산포털